# BlackenedWhite
BlackenedWhite è il secondo mixtape del duo hip hop statunitense MellowHype, distribuito gratuitamente nel 2010 e ripubblicato nel 2011 attraverso la Fat Possum come primo album in studio del duo.
Loco, presente nel solo mixtape, contiene un campione di Chanson d'un Jour d'Hiver dei Cortex.

## Tracce
Left produce tutti i brani.
1. Primo – 2:13
2. Gunsounds – 2:43
3. Brain (featuring Domo Genesis) – 2:30
4. Loaded (featuring Mike G) – 4:23
5. Hell (featuring Frank Ocean) – 3:34
6. Deaddeputy – 2:26
7. Right Here – 3:11
8. Loco – 3:54
9. Stripclub – 3:00
10. Fuck the Police (featuring Tyler, the Creator) – 3:12
11. Chordaroy (featuring Earl Sweatshirt & Tyler, the Creator) – 5:01
12. Rico (featuring Frank Ocean) – 3:07
13. Gram – 1:36
14. Circus – 3:07
15. Based (featuring C. Renee) – 1:42

## Ripubblicazione
Dalla ripubblicazione di BlackenedWhited sono escluse le tracce Chordaroy, Hell, Loco, Stripclub, Gram e Based. Il disco vende sei mila copie nella sua prima settimana, debuttando nella Billboard 200. Ottiene 72/100 su Metacritic.
| Recensione     | Giudizio |
| -------------- | -------- |
| AllMusic       | [ 1 ]    |
| Spin           | [ 3 ]    |
| HipHopDX       | [ 3 ]    |
| Prefix         | [ 3 ]    |
| The A.V. Club  | B        |
| Billboard      | [ 3 ]    |
| RapReviews     | [ 3 ]    |
| Pitchfork      | [ 3 ]    |
| PopMatters     | [ 3 ]    |
| Rolling Stone  | [ 3 ]    |
| Slant Magazine | [ 3 ]    |

## Tracce
1. Primo – 2:13
2. Gunsounds – 2:45
3. Brain (featuring Domo Genesis) – 2:31
4. 64 – 2:57
5. Loaded (featuring Mike G) – 4:24
6. Deaddeputy – 1:59
7. Right Here – 3:12
8. Igotagun – 2:06
9. F666 the Police (featuring Tyler the Creator) – 3:14
10. Rico (featuring Frank Ocean) – 2:37
11. Circus – 3:09

Traccia bonus di iTunes
1. Gunz – 2:14

Tracce bonus in Australia
1. Game (featuring Tyler, the Creator) – 2:03
2. Gunz – 2:14

## Classifiche settimanali
| Classifica (2011)         | Posizione massima |
| ------------------------- | ----------------- |
| Stati Uniti               | 81                |
| US Independent Albums     | 18                |
| US Top Rap Albums         | 11                |
| US Top R&B/Hip-Hop Albums | 19                |